# Plastic Planet
Plastic Planet es el primer álbum de estudio de la banda de heavy metal GZR, liderada por el bajista de Black Sabbath, Geezer Butler. Fue publicado el 26 de octubre de 1995.
Plastic Planet se lanzó originalmente bajo el nombre de g/z/r y contó con la participación de Burton C. Bell, de los pioneros del metal industrial y groove metal californiano Fear Factory, en la voz, y se considera un clásico del metal de los 90. El álbum fusionó a la perfección las raíces de Geezer en el blues rock con el sonido del metal con influencia industrial que fue un elemento clave para impulsar el género en los noventa.
Junto a Bell para esta grabación estuvo un colaborador de Geezer de larga duración, Pedro Howse. Howse fue miembro fundador de Geezer Butler Band en 1985, y ha escrito y tocado en todas las versiones de GZR/Geezer. La batería estuvo a cargo de Deen Castronovo, que proporcionó los ritmos contundentes que impulsan los grooves pesados y el borde metálico mecánico de Plastic Planet.

## Historia
Antes de la gira Dehumanizer de Black Sabbath, en 1992, Butler habló sobre intentar sacar adelante el proyecto en solitario en el pasado, fue antes de unirse a Ozzy para la gira No Rest for the Wicked a finales de los 80.
Butler dijo: "Lo único que quería era pasar tiempo con mi familia de inmediato. Así que me tomé un año de descanso, sin hacer absolutamente nada. Solo pasar tiempo con mi familia".
"Poco a poco, comencé a escribir material. Buscaba un cantante realmente bueno, pero nunca pude encontrar uno, así que poco a poco perdí el interés en el lado solista, lo cual está bien, y me concentré solo en escribir canciones".
"Luego Ozzy me pidió que hiciera la gira 'No Rest for the Wicked' con él, y lo hice".
Incluso antes de eso Geezer había estado planeando 'lanzar un proyecto en solitario', pero llevar adelante el proyecto había generado muchos obstáculos.
En 1995, cuando se lanzó 'Plastic Planet', dijo: "La primera vez que intenté hacer un álbum en solitario, me dijeron que lo que estaba haciendo era demasiado pesado".
"Todas las compañías discográficas a las que fui me pedían que hiciera cosas más comerciales como Bon Jovi y todo eso, lo cual no hago. Así que lo dejé de lado".
'Plastic Planet' le dio a Butler la libertad de crear lo que sentía en su corazón y su mente. "Es solo mi forma de desahogar mis sentimientos. Sé lo que está sucediendo en el mundo. Tengo hijos. Soy mucho más consciente que nunca de lo que está sucediendo".
Butler llamó al baterista Deen Castronovo, con quien ya trabajó en el álbum Ozzmosis de Ozzy. Añadieron a Pedro Howse en la guitarra y a Burton C. Bell, este último que acababa de grabar Demanufacture con Fear Factory.

## Concepto del álbum
En cuanto a las letras, Butler canalizó temas tecnológicos, de ciencia ficción y distópicos mezclados con los problemas sociales abordados en 'Drive Boy, Shooting' y 'The Invisible'; temas que combinaban perfectamente con los sonidos futuristas de entonces.
Desde los primeros compases de 'Catatonic Eclipse' se puede sentir el estilo heavy metal industrial 'moderno de mediados de los 90', lleno de ira y riffs aplastantes.
"Hay diferentes cosas que dan inicio a algo. Hice una canción titulada 'The Invisible' de cuando estaba en Nueva York haciendo el álbum de Ozzy. Estaba caminando y había mucha gente sin hogar y nadie parecía verlos".
"Algunas personas pasan por encima de ellos. Es como si no estuvieran allí. Pensé también que podrían ser invisibles y eso provocó la idea de titular la canción así, trata sobre personas que tienen secretos, como amas de casa maltratadas y todas las personas diferentes de las que no se oye hablar, o personas que se avergüenzan de hablar de ello u otras personas hacen como si no estuvieran allí".
"Simplemente titulé esa canción 'The Invisible'. Pero hay otros temas como 'Detective 27', que trata sobre alguien que se cree Batman".
Con temas como 'Giving Up the Ghost', que estaba dirigido a Tony Iommi y su insistencia en continuar con el nombre Black Sabbath, y 'House of Clouds' y sus líneas "Alguien que me salve de mí mismo", tienes un conjunto de canciones que todavía se mantienen hoy en día.

## Vídeo promocional
En enero de 2007 el sitio web oficial del bajista de Black Sabbath, Geezer Butler, actualizó con un enlace al video 'Drive Boy, Shooting' del álbum 'Plastic Planet' (con la participación del líder de Fear Factory, Burton C. Bell).
En una entrevista de 2020 Burton C. Bell, habló sobre la creación de 'Plastic Planet'. 'Drive Boy, Shooting', de 'Plastic Planet', es una de las canciones de metal más subestimadas de los 90. "En ese momento hubo un aumento de tiroteos desde un automóvil en los EE. UU.; solo niños conduciendo y disparando a personas al azar, sin ninguna consecuencia, y aparentemente las autoridades lo ignoraron. Fue triste ver a estos niños matándose entre sí solo por diversión, y que se aceptara como una forma de vida más en los EE. UU".

## Recepción de la crítica
El grupo de metal, utiliza una inteligente ortografía alternativa de su homónimo y bajista, demuestra contundentemente que las mejores grabaciones de metal de todos los tiempos deben gran parte de su pesadez a Geezer Butler. G//Z/R incluso parece apuntar a Tony Iommi (cuya contribución a Black Sabbath se describe a menudo en términos más significativos que la de Butler) en la brutal 'Giving Up the Ghost'. Con potencia más que suficiente para eclipsar cualquier proyecto de Black Sabbath o Iommi sin Butler, el lanzamiento demuestra su punto creativo. El ingeniero Paul Northfield merece un crédito especial por fusionar los sonidos castigadores del guitarrista Pedro Howse y el baterista Deen Castronovo con los graves de Butler. La voz del vocalista de Fear Factory, Burton C. Bell, se cansa un poco a veces, y nunca supera los riffs superpesados de G//Z/R. Con su membresía histórica y una ejecución sólida como una roca, Plastic Planet alcanza alturas de metal raramente alcanzadas.

## Lista de canciones
| N.º | Título                | Duración |  |
| 1.  | «Catatonic Eclipse»   | 6:12     |  |
| 2.  | «Drive Boy, Shooting» | 4:17     |  |
| 3.  | «Giving Up the Ghost» | 5:13     |  |
| 4.  | «Plastic Planet»      | 4:19     |  |
| 5.  | «The Invisible»       | 3:44     |  |
| 6.  | «Seance Fiction»      | 5:56     |  |
| 7.  | «House of Clouds»     | 3:45     |  |
| 8.  | «Detective 27»        | 3:09     |  |
| 9.  | «X13»                 | 4:05     |  |
| 10. | «Sci-Clone»           | 3:41     |  |
| 11. | «Cycle of Sixty»      | 3:01     |  |

## Pistas adicionales japonesas
| N.º | Título                          | Duración |  |
| 12. | «Drive Boy, Shooting (en vivo)» | 4:14     |  |
| 13. | «Detective 27 (en vivo)»        | 3:10     |  |
| 14. | «House of Clouds (en vivo)»     | 3:35     |  |

## Personal
- Geezer Butler – Bajo, teclados, voz
- Burton C. Bell – Voz
- Pedro Howse – Guitarra
- Deen Castronovo – Batería